# Fader Himmel

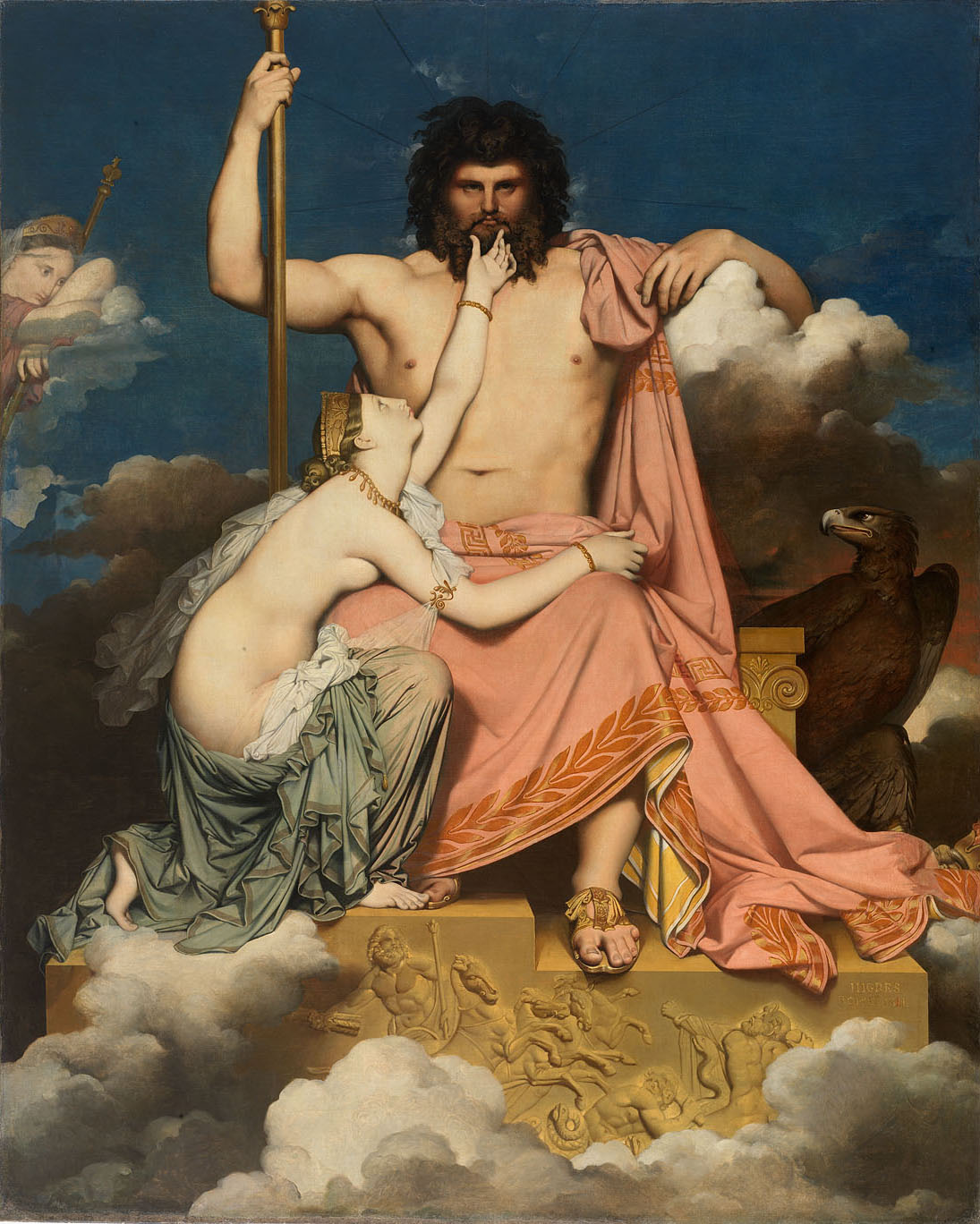
Jupiter och Thetis (1811), av Ingres. Musée Granet, Aix-en-Provence.

Fader himmel är ett återkommande koncept inom polyteismen som står för en manlig himmelsgud som ofta kallas "fader" och fyller funktionen av gudarnas främsta gud, fader och konung. Begreppet kompletterar Moder Jord. 
Ett exempel är Dyauspitar.